# Marcel Kunstmann
Marcel Kunstmann (* 6. Juni 1988 in Ribnitz-Damgarten) ist ein deutscher Fußballspieler. Der Mittelstürmer spielt derzeit für den Landesligisten TSV Krähenwinkel/Kaltenweide.

## Karriere
Kunstmann spielte bis 2010 für den Ribnitz-Damgarten. Dann wechselte er zu Hansa Rostock. Dort spielte er jedoch nur in der zweiten Mannschaft. Nach zwei Jahren ging er zum Regionalligisten SC Verl. Er erzielte in der Saison 2012/13 der Regionalliga West 16 Tore und war damit bester Torschütze seines Vereins. 2013 wechselte er in die Dritte Liga zum VfL Osnabrück. Unter Trainer Maik Walpurgis kam er lediglich zu einem Profieinsatz und spielte überwiegend in der 2. Mannschaft. Aus diesem Grund löste der junge Stürmer schon nach einem halben Jahr seinen Vertrag wieder auf. Im Januar 2014 schloss er sich für den Rest der Saison Wormatia Worms aus der Regionalliga Südwest an. Im Sommer kehrte Kunstmann zu seinem früheren Klub SC Verl zurück. Zur Saison 2015/16 schloss er sich dem Regionalliga-Aufsteiger FC Schönberg 95 an. Ein Jahr später folgte der Wechsel zum TSV Havelse in die Regionalliga Nord. Seinen Vertrag in Havelse löste er bereits in der Winterpause wieder auf, Kunstmann wollte sich auf seinen Beruf als Einzelhandelskaufmann konzentrieren. Er schloss sich dem abstiegsbedrohten Landesligisten TSV Krähenwinkel/Kaltenweide an, für den er in seinen ersten beiden Ligaspielen jeweils doppelt traf. Mit dem TSV feierte er am letzten Spieltag den Klassenerhalt, Kunstmann hatte zehn Rückrundentore dazu beigetragen.